# Țegrilovți, Pernik
Țegrilovți (în bulgară Цегриловци) este un sat în comuna Trăn, regiunea Pernik,  Bulgaria. 

## Demografie
Componența etnică a satului Țegrilovți
     Bulgari (88,88%)
     Nicio identificare (11,11%)
     Altele (0%)
La recensământul din 2011, populația satului Țegrilovți era de 9 locuitori. Din punct de vedere etnic, majoritatea locuitorilor (88,88%) erau bulgari. Pentru 11,11% din locuitori nu este cunoscută apartenența etnică.